# Жене у Албанији
Жене у Албанији су Европљанке које живе у Албанији или су из Албаније. Прво женско удружење у Албанији основано је 1909. године. Албанке из северног региона Гег живе у конзервативном и патријархалном друштву. У таквом традиционалном друштву, жене имају споредну улогу у заједници која верује у „мушку доминацију“. Оваква ситуација траје и даље упркос доласку демократије и усвајању слободне тржишне економије у Албанији, након комунистичког периода Лабуристичке партије. Култура Гег Албанаца је заснована на 500 година старом канону, кодексу традиционалног понашања Гега, где је главна улога жене да се брине о деци и о дому.

## Права жена у албанској политици
У 19. веку, Сами Фрашери је први пут изнео идеју образовања за жене са аргументом да би друштво ојачало тако што ће образовати жене које би училе своју децу. Крајем 19. века, неке урбане елитне жене које су се образовале у западној Европи виделе су потребу за више образовања за жене у Албанији. Године 1891. у Корчи су основале прву женску школу Севасти Кириази и Парашкеви Кириази, а 1909. године основале су прву женску организацију у Албанији Јутарња звезда (Ил'и Менгесит) са циљем подизања права жена подизањем њиховог нивоа образовања.
Покрет жена у Албанији прекинут је Првим светским ратом, али је настављен када је Албанија постала независна држава после рата. Сестре Ћиријази су у Корчи основале организацију Перлиндја, која је издавала лист Мблета. Године 1920. Мари Чоба је основала локалну женску организацију Груаја Шћиптаре у Скадру, коју је пратило неколико других локалних организација са истим именом у Корчи, Валони и Тирани.
Године 1920. Урани Румбо и други су основали Лидја е Груас (Унију жена) у Ђирокастри, једну од најважнијих феминистичких организација која промовише еманципацију албанских жена и право на студирање. Они су објавили декларацију у листу Дрита, протестујући против дискриминације жена и социјалних услова. Године 1923. Румбо је такође био део кампање за омогућавање девојчицама да похађају „дечачки“ лицеј у Ђирокастри. Покрет албанских жена подржавале су образоване урбане елитне жене које су биле инспирисане државним феминизмом Турске под Кемалом Ататурком.
За време владавине Зога I у Албанији (1928-1939), права жена је штитила држава под националном државном организацијом Груаја Шћиптаре, која је промовисала прогресивну политику и обезбедила женама право на образовање и професионални живот и забрану затварање жена у хареме и иза фереџа; једнака права наследства, развод и забрана уговорених и принудних бракова, као и полигамије. Међутим, у пракси се ова прогресивна политика односила само на космополитску градску елиту и имала је мали утицај на животе већине жена у Албанији.
Ограничено право гласа женама је одобрено 1920. године, а жене су добиле пуно право гласа 1945. године. Под комунистичком владом Албаније, званична идеологија родне равноправности је промовисана и промовисана од стране Уније албанских жена. На првим демократским изборима након пада комунизма, број посланица у парламенту пао је са 75 у последњем парламенту комунистичке Албаније на 9. У турбулентном периоду након 1991. године положај жена се погоршао. Међу Албанцима долази до религиозног препорода, што у случају муслимана понекад значи да су жене гурнуте назад на традиционалну улогу мајке и домаћице. Од 2013. године жене су представљале 22,9% парламента.

## Брак, плодност и породични живот
Укупна стопа фертилитета је 1,5 рођене деце по жени (процена 2015). Стопа преваленције контрацепције је прилично висока: 69,3% (2008/09). Већина Албанки оснива породицу почетком и средином двадесетих година: од 2011. године просечна старост у првом браку била је 23,6 година за жене и 29,3 године за мушкарце.
У неким руралним областима Албаније бракови су још увек уговорени, а друштво је снажно патријархално и традиционално, под утицајем традиционалног скупа вредности кануна. Урбанизација Албаније је ниска у поређењу са другим европским земљама: 57,4% укупног становништва (2015). Иако друштво генерално не одобрава принудни брак, то је „добро позната појава у земљи, посебно у руралним и удаљеним срединама“, а девојке и жене у овим крајевима су „веома често принуђене на брак због патријархалног менталитета и сиромаштва“.
Абортус у Албанији је у потпуности легализован 7. децембра 1995. године. Абортус се може обавити на захтев до 12. недеље трудноће. Жене морају да прођу саветовање недељу дана пре захвата, а болнице које врше абортусе не смеју да дају у јавност информације о томе које су жене лечиле.
Током владе Енвера Хоџе, комунистичка Албанија је имала наталистичку политику, која је терала жене да имају илегалне абортусе или да их саме изазивају. На крају је земља имала другу највишу стопу смртности мајки у целој Европи, а процењено је да се 50% свих трудноћа завршило абортусом. Албански закон и данас озбиљно ограничава приступ абортусу. Заједно са ограниченим приступом здравственој заштити због избијања пандемије ковид-19, многе жене сматрају да је немогуће добити приступ безбедној нези за побачај. Према Амнести интернешенел, владе у региону сматрају бригу о абортусу небитном здравственом услугом. Лија Хоктор, регионална директорка Европског центра за репродуктивна права, позвала је многе владе, укључујући и албанску, да интервенишу. Она каже да „Европске владе морају хитно деловати како би гарантовале безбедан и благовремен приступ нези у случају абортуса током пандемије ковид-19.
Према албанским законима, жене могу да купују и поседују имовину. Међутим, ови закони се често игноришу. Пошто жене традиционално нису у могућности да се потпишу као „глава домаћинства“ у правним пословима, женама је невероватно тешко да постану власнице имовине. Од 2018. године, само 8% Албанки поседовало је земљу. Центар за грађанске и правне иницијативе у Албанији ради на повећању ове бројке охрабрујући жене да купују имовину.

## Радни однос
Током комунистичке ере жене су у великом броју запошљаване за плаћене послове. Транзициони период у Албанији обележиле су брзе економске промене и нестабилност. Тржиште рада се суочава са многим проблемима који су уобичајени за већину транзиционих економија, као што је губитак послова у многим секторима, који нису били довољно надокнађени новим секторима у настајању. Од 2011. године, стопа запослености је била 51,8% за младе жене, у поређењу са 65,6% за младиће.
Жене сада чине већину пољопривредних радника у Албанији, али и даље имају ниже плате од својих мушких колега. Жене у просеку примају 18% мање плате од мушкараца.

## Образовање
Још 1946. године, око 85% људи било је неписмено, углавном зато што школе на албанском језику у земљи практично нису постојале пре него што је постала независна 1912. До средине 19. века, османски владари су забрањивали употребу албанског језика у школама. Комунистички режим је давао висок приоритет образовању, што је подразумевало и абецедирање становништва, али и промоцију социјалистичке идеологије у школама. Од 2015. године, стопа писмености жена била је тек незнатно испод оне код мушкараца: 96,9% жена у поређењу са 98,4% мушкараца.

## Насиље над женама
Албанија је последњих година предузела кораке да се позабави питањем насиља над женама. То је укључивало доношење Закона бр. 9669/2006 (Закон о мерама против насиља у породичним односима) и ратификацију Истанбулске конвенције.
Према студији коју је спровела шведска влада, У.Н.Д.П. и Жене Уједињених нација, више од 50% албанских жена биле су жртве неког облика „сексуалног, физичког или психичког насиља“. Ово се најчешће дешава као резултат партнеровог злочина. Поред тога, недавна комбинација економских борби и наредби о останку код куће због пандемије ковидом-19 изазвала је пораст насиља у породици у Албанији, што је оставило многе жене без заштите.

## Галерија
- Албанка, крајем 19. века.
- Млада жена из Албаније, непознат аутор, 1820-е.
- Албанска муслиманка, 1884. година.
- Албанка, 1905. година.
- Урани Румбо (1895-1936) била је албанска феминисткиња, учитељица и драмска списатељица, која је промовисала женско образовање.